# La barra de Taponazo
La barra de Taponazo es una película argentina en blanco y negro que se estrenó el 9 de septiembre de 1932 precursora del cine sonoro, dirigida por Alejandro del Conte y protagonizada por Vicente Padula. Está sonorizada en forma deficiente con discos.

## Sinopsis
Andanzas de un futbolista y un grupo de amigos.

## Actores
1. Vicente Padula
2. Emé Doris
3. Carmen Reyes
4. Paco Obregón
5. Roberto Saghini
6. Julio de Caro
7. Miguel Gómez Bao
8. Julio Andrada

## Música
La película incluye el tango "Taponazo", de Venancio Juan Clauso y Armando Tagini («al rematar las jugadas sos tan potente y tan diestro/que el día menos pensado me lo dejás tuerto al sol»).

## Comentario
La película obtuvo críticas extremadamente negativas, con la revista gremial Film describiéndola como «un vulgar asalto perpetrado en los dominios del cine. Un agravio gratuito inferido a nuestro arte incipiente [...] con una inconciencia delictuosa. Son simples episodios aislados, llenos de estupidez». Está opinión fue más o menos compartida por otros medios, con el crítico Néstor escribiendo en el Diario Crítica: «Aparte de los defectos técnicos achacables más que nada a la escasez de recursos, se señalan muchísimos defectos artísticos».
Según Fernando Martín Peña, la negativa repercusión del film «clausuró de hecho el período experimental para el cine argentino». Escribiendo en 2001, Raúl Manrupe y María Alejandra Portela consideraron rescatable su uso de extras y la intención de mostrar el fútbol, las carreras y la vida nocturna porteña.